# دهستان کرنو
دهستان کرنو (به لاتین: Kernu Parish) یک دهستان در استونی است که در شهرستان هاریو واقع شده‌است.

## خصوصیات
دهستان کرنو ۱۷۴٫۶۵ کیلومترمربع مساحت و ۲٬۰۷۷ نفر جمعیت دارد.